# Relaciones India-Tonga
 Las relaciones India-Tonga son las relaciones bilaterales entre la República de la India y el Reino de Tonga. La Alta Comisión de India en Suva, Fiyi, está acreditada simultáneamente en Tonga.

## Historia
El rey Taufa'ahau Tupou IV y su esposa, la reina Halaevalu Mataʻaho ʻAhomeʻe hicieron visitas de estado a India en 1971 y 1976. Según el Alto Comisionado de la India ante Fiyi TP Sreenivasan que el monarca estaba bien informado de los asuntos mundiales y formuló varias preguntas sobre los acontecimientos en la India y el sur de Asia. El primer ministro hindú Indira Gandhi visitó Tonga en 1981.    
Después de su coronación, el rey George Tupou V realizó una visita privada a la India en septiembre de 2009.
El Alto Comisionado de India en Fiyi, asistió, en representación de la India al funeral del Rey George Tupou V, el 27 de marzo de 2012.
La presidenta del Lok Sabha, Meira Kumar, y los presidentes de las Asambleas Legislativas de Nagaland (Kiyanilie Peseyie) y Rajasthan (Dependra Singh Shekhawat) visitaron Tonga en abril de 2012 para participar en la reunión del Comité Ejecutivo de la Asamblea Parlamentaria de la Commonwealth. Kumar inauguró el Proyecto Solar Kolomotu' el 19 de abril.
Tonga es miembro del Foro de las Islas del Pacífico, del cual India es un socio oficial de diálogo. Las relaciones bilaterales recibieron un impulso tras el inicio del Foro de Cooperación India-Islas del Pacífico por el gobierno de Narendra Modi en 2014. El Primer Ministro Lord Tu'ivakano dirigió a la delegación de Tonga para asistir a la Cumbre India-Foro de Países Insulares del Pacífico (FIPIC), organizada por el Primer Ministro hindú Narendra Modi,el 19 de noviembre de 2014. En la cumbre, Modi anunció numerosos pasos que la India tomaría para mejorar las relaciones con los países de las islas del Pacífico, incluida Tonga, como la flexibilización de las políticas de visas, el aumento de la concesión de ayuda a los países de las islas del Pacífico a $ 200,000 cada año, y varias medidas para impulsar comercio bilateral y ayuda en el desarrollo de los países insulares del Pacífico. El 11 de noviembre de 2014, The Tonga Herald publicó un artículo que enumeraba cinco razones por las que creía que el primer ministro Modi debería visitar Tonga.
El Alto Comisionado de India en Suva representó a India en la coronación del Rey Tupou VI el 4 de julio de 2015. Semisi Fakahau, Ministro de Agricultura, Alimentación, Bosques y Pesca, dirigió una delegación de Tonga para participar en la 2.ª Cumbre India-Foro de Países Insulares del Pacífico (FIPIC) celebrada en Jaipur el 21 de agosto de 2015.

## Comercio
El comercio bilateral entre India y Tonga totalizó 1,12 millones de dólares en 2015-16, creciendo un 83,05% con respecto al ejercicio fiscal anterior. India no realizó ninguna importación desde Tonga en 2015-16, y el valor total del comercio representa las exportaciones indias al país. India importó $ 100,000 en plásticos y artículos de plástico de Tonga en el año fiscal 2014-15. Los principales productos exportados por la India a Tonga son las preparaciones de cereales, harina, almidón o leche, productos de pastelería, artículos de plástico y plástico, productos farmacéuticos y azúcar y productos de confitería.
Anwar Shaikh, exdirector de la Facultad de Artes, Ciencia y Comercio de Poona, fundó la Universidad Vocacional de la Commonwealth (CVU) en Tonga. La Universidad fue inaugurada el 6 de febrero de 2016 por el ministro de Policía de Tonga, Pohiva Tuionetoa, y el ministro de Salud, Siosaia Tiukala. Shaikh afirma que CVU es la primera universidad privada del país.

## Ayuda externa
Muchos tonganos, incluidos miembros de la familia real, reciben regularmente capacitación en defensa y otros cursos en el marco del programa de Cooperación Técnica y Económica de la India (ITEC). El Príncipe Tu'ipelehake se convirtió en el primer tongano en asistir a la Academia Militar India en julio de 1972. Muchos expertos indios han sido enviados a Tonga para ayudar en diversas áreas del desarrollo del país. India anunció que otorgaría una subvención de ayuda de 100 mil dólares anualmente a cada uno de los 14 países de las Islas del Pacífico, incluida Tonga, en la reunión de socios del Diálogo del Foro Posterior en 2006. El monto se incrementó a 125 mil anualmente desde 2009. En 2007, la India proporcionó una subvención de $ 200,000 para la construcción de una carretera de acceso desde Wharf a la aldea de Hunga, y para la mejora del embarcadero en Hunga. El gobierno hindú  proporcionó una subvención de $ 300,000 para el Sistema de Alerta de Tsunami en julio de 2014, $ 115,000 para una actualización de la Infraestructura de TIC de la Oficina de la Comisión de Servicio Público en octubre de 2014 y $ 72,000 para un proyecto de monitoreo del espectro en septiembre de 2015. India donó 1.200 nuevos conjuntos de uniformes completos al ejército de Tonga el 8 de diciembre de 2008. El Alto Comisionado de la India en Fiyi Vishvas Vidu Sapkal donó $ 600 a la Sociedad de Cáncer de Mama de Tonga el 8 de febrero de 2017.
Los ciudadanos de Tonga son elegibles para becas bajo el programa ITEC. El personal del Servicio de Defensa de Tonga ha recibido capacitación en defensa en varias instituciones de capacitación en la India. Funcionarios de Tonga asistieron a un Taller TERI sobre Desarrollo Sostenible realizado para los Países Insulares del Pacífico (PIC) en Suva, en marzo de 2007. Los diplomáticos de Tonga también han asistido al Curso a corto plazo para diplomáticos de PIC organizado por el Instituto del Servicio Exterior en Nadi, Fiyi.